# Marcoux (Loira)
 Marcoux  es una población y comuna francesa, situada en la región de Ródano-Alpes, departamento de Loira, en el distrito de Montbrison y cantón de Boën.
Marcoux formaba parte de la antigua provincia de Forez y se sitúa al pie de la zona más elevada de los Montes de Forez.

## Demografía
| 500 | 451 | 464 | 482 | 522 | 564 |
| Para los censos de 1962 a 1999 la población legal corresponde a la población sin duplicidades (Fuente: INSEE [Consultar]) |     |     |     |     |     |